# Trillium viridescens
Espèce
Classification APG II (2003)
Trillium viridescens  est une plante herbacée, vivace et rhizomateuse de la famille des liliacées (classification classique) ou des mélanthiacées (classification APG II, 2003).

## Description
Cette plante originaire du sud-est des États-Unis fleurit au printemps dans les forêts et les plaines alluviales. Les pétales étroits jaune verdâtre de 4 à 8 cm sont pourpre foncé à leur base. Les feuilles sessiles ovales ont quelques taches peu marquées.

## Aire de répartition
Une bande allant du sud du Kansas et de l’Oklahoma au nord du Texas et au sud de l’Arkansas.

## Divers
En anglais son nom est Ozark Trillium.

## Sources
- Frederick W. Case, Jr. & Roberta B. Case, Trilliums, Timber Press, 1997  (ISBN 0-88192-374-5)